# Comicorum Atticorum Fragmenta
Pour les articles homonymes, voir CAF.
Comicorum Atticorum Fragmenta (CAF) est le titre d'un recueil des fragments des poètes comiques de l'Attique. Il a été publié de 1880 à 1888 par le philologue classique Theodor Kock (de) aux éditions B.G. Teubner à Leipzig.

## Présentation
Avec son recueil, Theodor Kock voulait remplacer les Fragmenta Comicorum Graecorum, la collection en cinq tomes qui avait été publiée par August Meineke entre 1839 et 1857.
Le premier tome (1880) contient les fragments de la comédie ancienne attique, le deuxième (1884) et le troisième (1888) ceux de la nouvelle comédie ainsi que des index et des suppléments.
Depuis la fin du XXe siècle, les Poetae Comici Graeci de Rudolf Kassel (de) ont succédé aux CAF. Des neuf tomes prévus, huit ont déjà paru.

## Liste des tomes
- (la + grc) Theodor Kock, Comicorum Atticorum Fragmenta, t. I : Antiquae comoediae fragmenta, Leipzig, B. G. Teubner, 1880 (disponible sur Internet Archive)
- (la + grc) Theodor Kock, Comicorum Atticorum Fragmenta, t. II : Novae comoediae fragmenta. Pars I, Leipzig, B. G. Teubner, 1884 (disponible sur Internet Archive)
- (la + grc) Theodor Kock, Comicorum Atticorum Fragmenta, t. III : Novae comoediae fragmenta. Pars II – Comicorum incertae aetatis fragmenta – Fragmenta incertorum poetarum – Indices – Supplementa, Leipzig, B. G. Teubner, 1888 (disponible sur Internet Archive)